# The Kid (película de 2019)
The Kid es una película independiente estadounidense de wéstern de 2019, dirigida por Vincent D'Onofrio a partir de un guion de Andrew Lanham y producida ejecutivamente por Carl Stubner a través de Suretone Pictures. La cinta está protagonizada por Ethan Hawke, Dane DeHaan, Jake Schur, Leila George, Chris Pratt, Vincent D'Onofrio, Adam Baldwin y Keith Jardine.

## Argumento
Rio Cutler (Jake Schur) explica que él mató a su padre una noche cuando su padre golpeó a su madre borracho hasta la muerte. Su tío Grant Cutler (Chris Pratt) escucha el disparo y entra en la casa. Furioso por el asesinato de su hermano, ataca a Río. Rio lo apuñala en la cara con un fragmento de vidrio y él y su hermana Sara (Leila George) escapan. Ella roba un caballo y se refugian en una choza que encuentran; pretenden encontrarse con la amiga de su madre en Santa Fe.
Cuando se despiertan, son recibidos por Billy the Kid (Dane DeHaan) y su pandilla. Rio le muestra a Billy una foto de su madre y Billy revela que él también mató a su padre en defensa de su madre. Cuando uno de la pandilla sale a ver a los caballos, el sheriff Pat Garrett (Ethan Hawke) y sus oficiales le disparan. Se produce un tiroteo en el que Billy intenta atar a su caballo para escapar, pero Garrett dispara al caballo y los toma prisioneros. Sara le dice a Río que no salga, porque lo colgarán si revela que mató a su padre. Al ver esto como una oportunidad de llegar a salvo a Santa Fe, Río corre afuera; él y Sara le dicen a Garrett que su madre murió y que se separaron de su padre mientras todos viajaban a Santa Fe. Garrett parece sospechoso pero los lleva consigo.
Se detienen en un rancho habitado por mexicanos donde dejan el cuerpo del hombre al que dispararon. Billy ve a su amante y promete regresar. Mientras Billy antagoniza con Garrett durante la cena, Rio le da un poco de mantequilla y se escapa de sus grilletes, amenazando con matar a un oficial. Garrett saca un arma y amenaza a uno de su pandilla, y la situación es difusa. Más tarde, Garrett le cuenta a Rio sobre el primer hombre que mató y le pregunta si tiene algo que quiera decirle, pero Rio dice que no.
Cuando llegan a Santa Fe, el sheriff (Vincent D'Onofrio) insiste en llevar a Billy además de Dave, otro miembro de la pandilla de Billy. Sintiendo hostilidad, Garrett toma el control de una diligencia y abandona la ciudad a toda prisa. Rio y Sara se escapan y encuentran a la amiga de su madre en un salón de baile. Han sido creados por Grant, que los embosca. Él les dice que su madre también era una prostituta, y por matar a su hermano está tomando a Sara como su prostituta. Da vuelta a Río en la calle y se lleva a Sara. Rio ve a Dave a punto de ser colgado y toma una carta de Billy, que afirma que Billy sabe dónde está su hermana. Rio toma un arma y va a la cárcel a visitar a Billy, pero un agente lo rechaza. Para ingresar a la cárcel, Rio roba a medias un banco y otro agente le dispara. En la cárcel, Rio y Billy planean escapar. Garrett una vez más le pregunta a Rio si tiene algo que decirle, y él nuevamente dice que no.
Billy escapa atacando a su guardia durante un viaje a la letrina; cuando el guardia corre, Billy le dispara. Obtiene las llaves de sus grilletes y libera a Río. Toman un caballo y regresan al rancho mexicano; Billy promete ayudar a encontrar a su hermana. En el rancho, Billy descubre que su amante está embarazada e ignora las súplicas de Rio para ayudar con su hermana. Garrett alcanza a Billy en el rancho y lo mata. Al darse cuenta de que Billy no podría haberlo ayudado, Rio le cuenta a Garrett la verdad sobre su padre y su hermana. Van a un prostíbulo y Rio busca a Sara mientras Garrett se encuentra con Grant. Grant le cuenta a Garrett sobre una vez que vio a su hermano involucrarse en el incesto; Cuando le dijo a su padre, lo golpeó con dureza y le dijo que mantuviera la boca cerrada. Río emerge con Sara y Grant termina tomando Río; Garrett lucha contra un hombre que violó a Sara pero Sara le dispara.
Garrett persigue a Grant afuera y amenaza con matar a Rio si no lo sueltan. Garrett le dice a Grant que los testigos darán fe de cómo salió corriendo como un cobarde. Grant dice que saben que no es cierto, pero Garrett dice que solo la historia que cuentan importa, no la verdad. Garrett desafía a Grant a un tiroteo justo, que él acepta. Sara emerge del salón de repente, distrayendo a Garrett. Grant hace su movimiento pero Rio le dispara en la cabeza. Mientras Sara y Rio se alejan de Santa Fe, él la alienta a ser fuerte como ella lo hizo alguna vez por él.

## Reparto
- Ethan Hawke como Pat Garrett.
- Dane DeHaan como Billy the Kid.
- Jake Schur como Rio.
- Leila George como Sara.
- Chris Pratt como Grant Cutler.
- Vincent D'Onofrio como Sheriff Romero.
- Adam Baldwin como Bob Olinger.
- Keith Jardine como Pete.
- Chris Bylsma como Charlie Bowdre.
- Clint Obenchain como Tom Pickett.
- Chad Dashnaw como Dave Rudabaugh.
- Charlie Chappell como Billy Wilson.
- Joseph Santos como James George Bell.
- Hawk D'Onofrio como Oran Moler.
- Jenny Gabrielle como Mirabel.
- Tait Fletcher como Bill Cutler.
- Ben Dickey como Jim East.

## Producción

### Desarrollo
En abril de 2017, Vincent D'Onofrio fue anunciado como director de la cinta y también como actor en el papel del Sheriff Romero. Más tarde ese mismo mes, Chris Pratt se unió como Grant Cutler. En julio de 2017, Dane DeHaan fue contratado como Billy the Kid, con el resto del elenco completándose en el mes de septiembre.

### Rodaje
En octubre de 2017 el rodaje comenzó en el área de Santa Fe, Nuevo México.

## Estreno
The Kid fue estrenada en Estados Unidos el 8 de marzo de 2019, a través de Lionsgate Films.

## Recepción
The Kid recibió reseñas generalmente mixtas de parte de la crítica y de la audiencia. En el sitio web especializado Rotten Tomatoes la película posee una aprobación de 44%, basada en 48 reseñas, con una calificación de 5.4/10, y con un consenso crítico que dice: "Bien formulada, con buen elenco y bien intencionada, The Kid aún así no logra diferenciarse de la multitud de otros wésterns que cubren un territorio similar". De parte de la audiencia tuvo una aprobación de 48%, basada en más de 250 votos, con una calificación de 3.2/5.
El sitio web Metacritic le dio a la película una puntuación de 51 de 100, basada en 15 reseñas, indicando "reseñas mixtas". En el sitio IMDb los usuarios le asignaron una calificación de 5.9/10, sobre la base de 8726 votos. En la página web FilmAffinity la cinta tiene una calificación de 5.5/10, basada en 1849 votos.